# Martha da legare
Martha da legare (Martha, Meet Frank, Daniel and Laurence) è un film del 1998 diretto da Nick Hamm.

## Trama
Martha, ventenne americana, stanca della sua vita, lascia la sua Minneapolis e prende il primo volo per Londra, senza una meta precisa e senza conoscere nessuno, decisa soltanto a cambiare vita e a buttarsi il passato alle spalle. Arrivata nella capitale britannica, la giovane conosce, in tre diversi momenti, Laurence, introverso insegnante di bridge, Daniel, ricchissimo e arrogante produttore discografico e Frank, fallito attore di teatro, cinico e rancoroso. Martha non sa che i tre sono legati da una profonda amicizia fin dall'infanzia e, inconsapevolmente, inizia a frequentarli fino a quando i tre scoprono la verità e cercano quindi di conquistare il cuore dell'americana che, alla fine, ancora più disorientata, deve scegliere tra i tre.